# Frederick Bowhill
Sir Frederick William Bowhill (1 de setembre de 1880 – 12 de març de 1960 va ser un comandant superior dins del Comandament de Transport de la Royal Air Force durant la II Guerra Mundial. Ostentava els títols de Mariscal en Cap de l'Aire GBE KCB CMG DSO amb barra 
Fill d'un oficial de l'exèrcit, Frederick Bowhill treballà a la marina mercant durant 16 anys. El 1912 va aprendre a volar, i a l'any següent esdevingué oficial de vol al Royal Flying Corps, ala naval. Durant la Primera Guerra Mundial entrà en combat atacant bases de submarins i zepelins davant de la costa anglesa. També serví a Mesopotàmia i a la Mediterrània, finalitzant la guerra com a Comandant d'Ala. Continuà a la RAF durant el període d'entreguerres, servint a Gran Bretanya, Egipte i Iraq, així com al Ministeri de l'Aire a Londres.
El 1931 va ser promogut a Vicemariscal de l'Aire i nomenat comandant de la zona de combat, a la Defensa Aèria de Gran Bretanya. L'agost de 1937, nomenat cavaller i promogut a Mariscal de l'Aire, passà al capdavant del Comandament de la Costa, on s'estigué fins al juny de 1941. Líder innovador, desenvolupà sistemes per controlar als avions des de terra que mostrà la seva vàlua durant la batalla d'Anglaterra i, posteriorment, urgí a que s'empressin globus estàtics per protegir les ciutats de bombardeigs aeris a baixa alçada, i ajudà a desenvolupar el Cos Femení de la Força Aèria. Els homes de Bowhill van participar en el rescat dels mariners britànics capturats per l'Altmark el 1940 i en la destrucció del cuirassat Bismarck el 1941.
Al juny de 1941, Bowhill es desplaçà al Canadà per organitzar i agafar del control civil el Comandament de Transport de la Reial Força Aèria, inicialment aixecat el 1940 per un grup d'homes de negocis de Montreal per transportar avions americans a Gran Bretanya. El càrrec exigia tacte, encant i diplomàcia, qualitats que tant Bowhill com la seva esposa van exercir. El 1943, Bowhill esdevingué Oficial en Cap del Comandament de Transport, càrrec de ocupà fins al final de la guerra i retardant 4 anys l'edat normal per la jubilació. Per tant, passà 2 anys a Montreal com a representant britànic de la provisional Organització d'Aviació Civil Internacional. Fins al 1957, Bowhill també exercí com a conseller del Ministeri d'aviació civil.
Va morir a Londres el 12 de març de 1960.

## Promocions
- Sotstinent – 19 de desembre de 1904
- Tinent – 24 d'octubre de 1911
- Tinent de Vol – 1 de juliol de 1914
- Comandant de Vol – 26 de setembre de 1914
- Cap d'Esquadró – 1 de gener de 1916
- Comandant d'Ala – 1 d'agost de 1919
- Capità de Grup – 1 de gener de 1921
- Comodor de l'Aire– 1 de juliol de 1928
- Vicemariscal de l'Aire – 1 de juliol de 1931
- Mariscal de l'Aire – agost de 1937
- Mariscal en Cap de l'Aire – 1 de juliol de 1942

## Condecoracions
- Gran Creu de l'Orde de l'Imperi Britànic – 1 de juliol de 1941
- Comandant de l'Orde del Bany – 3 de juny de 1935
- Company de l'Orde de Sant Miquel i Sant Jordi – 22 de desembre de 1919
- Orde del Servei Distingit – 22 de febrer de 1918 i 3 de juny de 1919
- 7 Mencions en Despatxos
- Estrella de 1914-15
- Medalla Britànica de la Guerra 1914-20
- Medalla de la Victòria 1914-1918
- Medalla del Servei General (1918)
- Estrella de 1939-45
- Medalla de la Guerra 1939-1945
- Medalla del Jubileu de Plata del Rei Jordi V 1935
- Medalla de la Coronació del Rei Jordi VI 1937
- Orde de San Vladimir de 4a Classe amb Espasa i Arc (Rúsia)
- Comandant de l'Orde del Salvador (Grècia) – 1 d'abril de 1920
- Gran Creu de l'Orde d'Orange-Nassau (Països Baixos) 24 de setembre de 1943
- Comandant de la Legió del Mèrit (EUA) – 27 de març de 1945
- Gran Creu de l'Orde de Sant Olaf (Noruega) – 12 de juny de 1945
- Gran Creu de l'orde Polònia Restituta – 12 de juny de 1945